# Draußen in meinem Kopf
Draußen in meinem Kopf ist ein deutsches Drama und Kinodebüt der Regisseurin Eibe Maleen Krebs. Der Film ist am 26. April 2018 in den deutschen Kinos erschienen. Der Schauspieler Samuel Koch spielt neben Nils Hohenhövel eine der Hauptrollen. Der Film beruht auf einer wahren Begebenheit.

## Handlung
Christoph beginnt sein Freiwilliges soziales Jahr in einem Pflegeheim als persönlicher Betreuer des 28-jährigen Sven. Der schwerkranke junge Mann leidet an Muskeldystrophie, das Pflegezimmer ist sein Mikrokosmos, den er seit Jahren souverän lenkt. Svens Humor wirkt fremdartig und bedrohlich, was auch Christoph sofort zu spüren bekommt. Aber nach der ersten »Willkommenskrise« lässt Sven Christoph allmählich in seine Welt hinein. Er beginnt sich zu öffnen, und die beiden jungen Männer freunden sich immer mehr an. Echte Nähe und Vertrautheit entstehen, sodass Sven Christoph seinen innigsten Wunsch anvertraut.

## Auszeichnungen
- Max Ophüls Preis 2018, Preis der Jugendjury